# جامعة كسفاريوس
جامعة كسفاريوس (بالإنجليزية: Xavier University)‏ (/ˈzeɪvjər/ ) هي جامعة يسوعية خاصة في سينسيناتي ونوروود بولاية أوهايو. إنها سادس أقدم جامعة كاثوليكية ورابع أقدم جامعة يسوعية في الولايات المتحدة. بلغ عدد الطلاب المسجلين في المرحلة الجامعية الأولى في كسافريوس 4,485 طالبًا وبلغ تسجيل الخريجين 2,165. وهي في الأساس مؤسسة جامعية للفنون الحرة.

## التاريخ

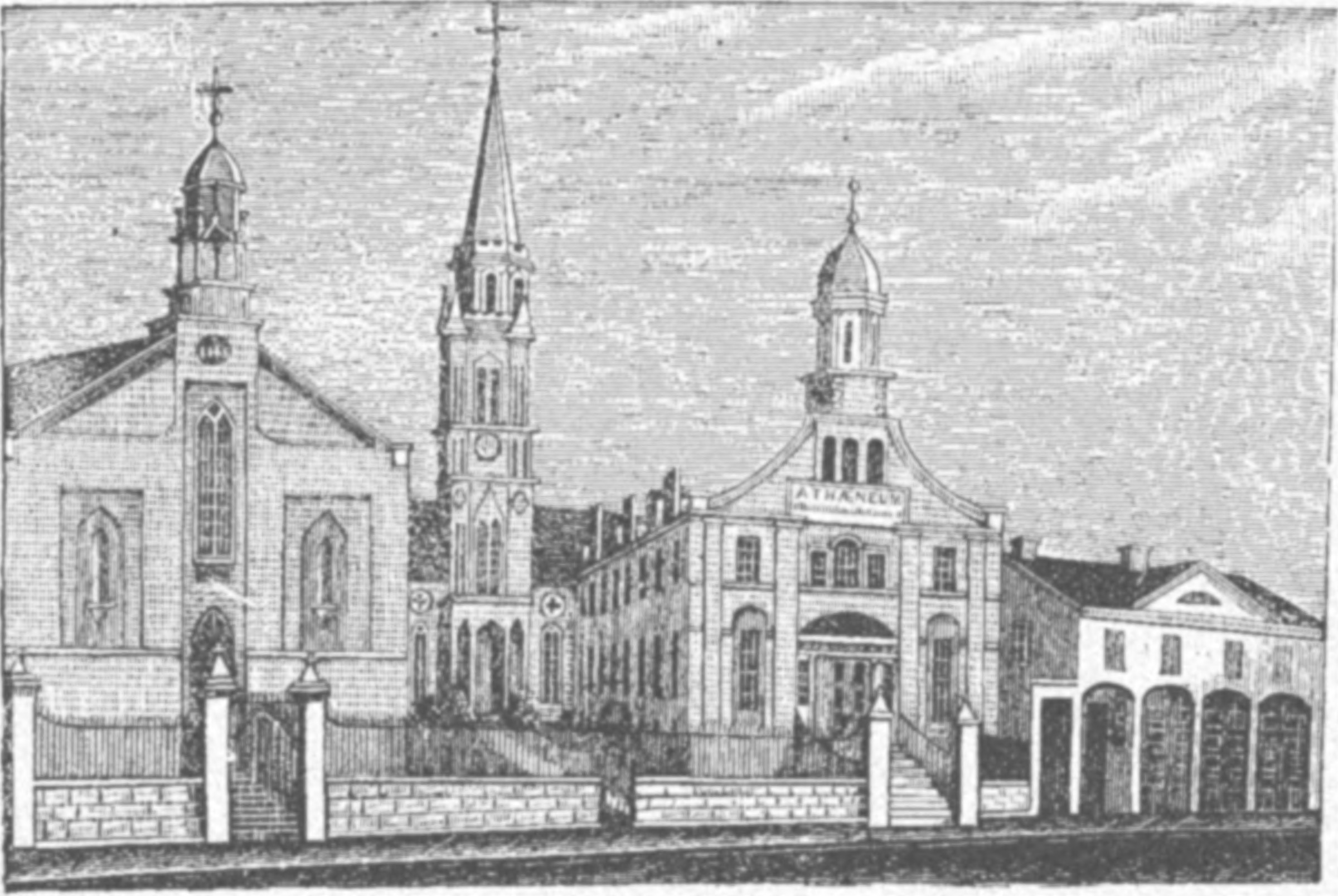
كنيسة القديس كزافييه، مقر إقامة الأسقف، وكلية القديس كزافييه عام 1848

جامعة كسفاريوس هي رابع أقدم جامعة يسوعية وسادس أقدم جامعة كاثوليكية في الولايات المتحدة. تأسست المدرسة في عام 1831 ككلية للرجال في وسط مدينة سينسيناتي بجوار كنيسة القديس فرانسيس كزافييه في شارع سيكامور. تم تكريس قاعة أثينا، كما كانت تسمى آنذاك، لرعاية القديس فرنسيس كزافييه من قبل الأسقف إدوارد فينويك في 17 أكتوبر 1831. بناءً على طلب الأسقف يوحنا المعمدان بورسيل، سيطرت جمعية يسوع على المكتبة العامّة في عام 1840، وتم تغيير الاسم إلى كلية سانت كسفاريوس تكريماً للمبشر اليسوعي الإسباني في القرن السادس عشر، القديس فرنسيس كسفاريوس الذي مثل المؤسس اليسوعيون، إغناطيوس دي لويولا، كان إسبانيًا من الباسك.
انتقلت كلية سانت كسفاريوس في عام 1912 إلى موقعها الحالي في نوروود، على بعد حوالي ثمانية كيلومترات شمال وسط مدينة سينسيناتي بعد شراء 26 أكر (0.11 كـم2) من نادي أفونديل الرياضي. المكتبة العامة «الأصلية» هو الآن معهد لاهوت أبرشية سينسيناتي. انقسمت كلية القديس كسفاريوس ومدرسة القديس كسفاريوس الثانوية رسميًا في عام 1919، على الرغم من أنهما لم يصبحا مستقلين ماليًا حتى عام 1934. تم تغيير اسم المدرسة للمرة الثانية إلى اسمها الحالي، جامعة كسفاريوس، في عام 1930.
اعترف كسفاريوس بالكامل بالنساء اعتبارًا من عام 1969، لكن النساء بدأن في الالتحاق بالكلية في عام 1914 في أقسام المدرسة المسائية، وعطلة نهاية الأسبوع، والصيفية. اندمجت كلية إدجكليف، وهي كلية كاثوليكية أخرى في سينسيناتي، مع جامعة كسفاريوس في عام 1980.
في عام 2000، فتحت جامعة كسفاريوس أبواب مركز سينتاس، ساحة للفرسان.
وقع تشييد ثمانية مباني جامعية أو ترميمها أو تخصيصها بين عامي 2001 و2019. تشمل المباني مجمع شقق جامعة كومنز (2001)، ومركز غالاغر للطلاب (2002)،  وقاعة ستيفن ودولوريس سميث (2010)، ومجلس كوناتون للتعليم (2010)، وقاعة العدالة (2011)، وقاعة الضريح (جرى ترميمها في 2015)، كنيسة السيدة العذراء ملكة السلام (2018) ومبنى هيلث يونايتد (2019).

## الحرم الجامعي

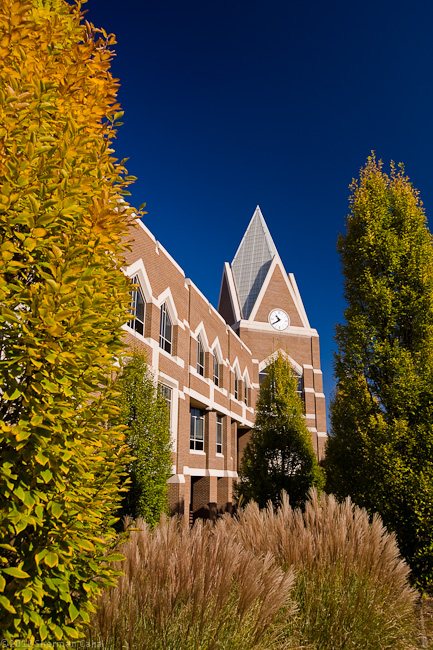
مركز غالاغر للطلاب.

يترامى الحرم الجامعي على مساحة تربو من 205 أكر (0.83 كـم2) في مدينة سينسيناتي (حي نوروود) ويتميز بمجمعيه السكني والأكاديمي، يحيط به الحرم الغربي القديم والحرم الشرقي الذي جرى توسيعه. في وسط الحرم الجامعي يوجد مركز غالاغر للطلاب وكنيسة بيلارمين. يتخذ سقف كنيسة بيلارمين شكل مكافئ قطعي، يُعرف أيضًا باسم سقف السرج، والذي لن ينهار حتى لو تمت إزالة جدران الكنيسة. الكنيسة هي أيضًا موطن لمجتمع أبرشي نشط مستقل عن الجامعة.

### المجمع الأكاديمي
تطل ستة مبانٍ ذات هندسة معمارية للقلعة على طريق فيكتوري باركواي على جانب واحد من المجمع الأكاديمي: قاعة ليندنر (مقر قسم الفيزياء)، وقاعة لوجان (مقر قسم الكيمياء)، قاعة ألبرز (موطن قسم علم الأحياء)، وقاعة هينكل (موطن أقسام الرياضيات وعلوم الكمبيوتر واللغة الإنجليزية والتاريخ والفلسفة واللاهوت)، وقاعة شميدت (يضم مكاتب إدارة الجامعة) وقاعة إدجكليف (موطن قسم الموسيقى).
يضم الجانب الآخر من المركز الأكاديمي ثلاثة مبانٍ: قاعة والتر سكوت (مقر مكتب القبول ومكتب المساعدة المالية وأقسام اللغات الحديثة والكلاسيكيات وفنون الاتصال والعلوم السياسية وعلم الاجتماع)، مكتبة ماكدونالد (موطن مكتبة الجامعة والمحفوظات) وقاعة الضريح (مبنى الفصل الرئيسي في الحرم الجامعي).
تم نقل كنيسة سيدة السلام إلى المركز الأكاديمي في عام 2018. تم تشييد الكنيسة في الأصل عام 1938 من قبل تشارلز ف.

### الساحة الأكاديمية
تقع الساحة الأكاديمية، المعروفة أيضًا باسم ساحة هوف، شرق المركز التجاري الأكاديمي. وهي تشمل ثلاثة مبانٍ: مجلس كوناتون للتعليم (مقر خدمات الدعم الأكاديمي)، قاعة سميث (مقر كلية ويليامز للأعمال)  وقاعة هيلستونز (مبنى الفصل الدراسي التقليدي).

### المجمع السكني

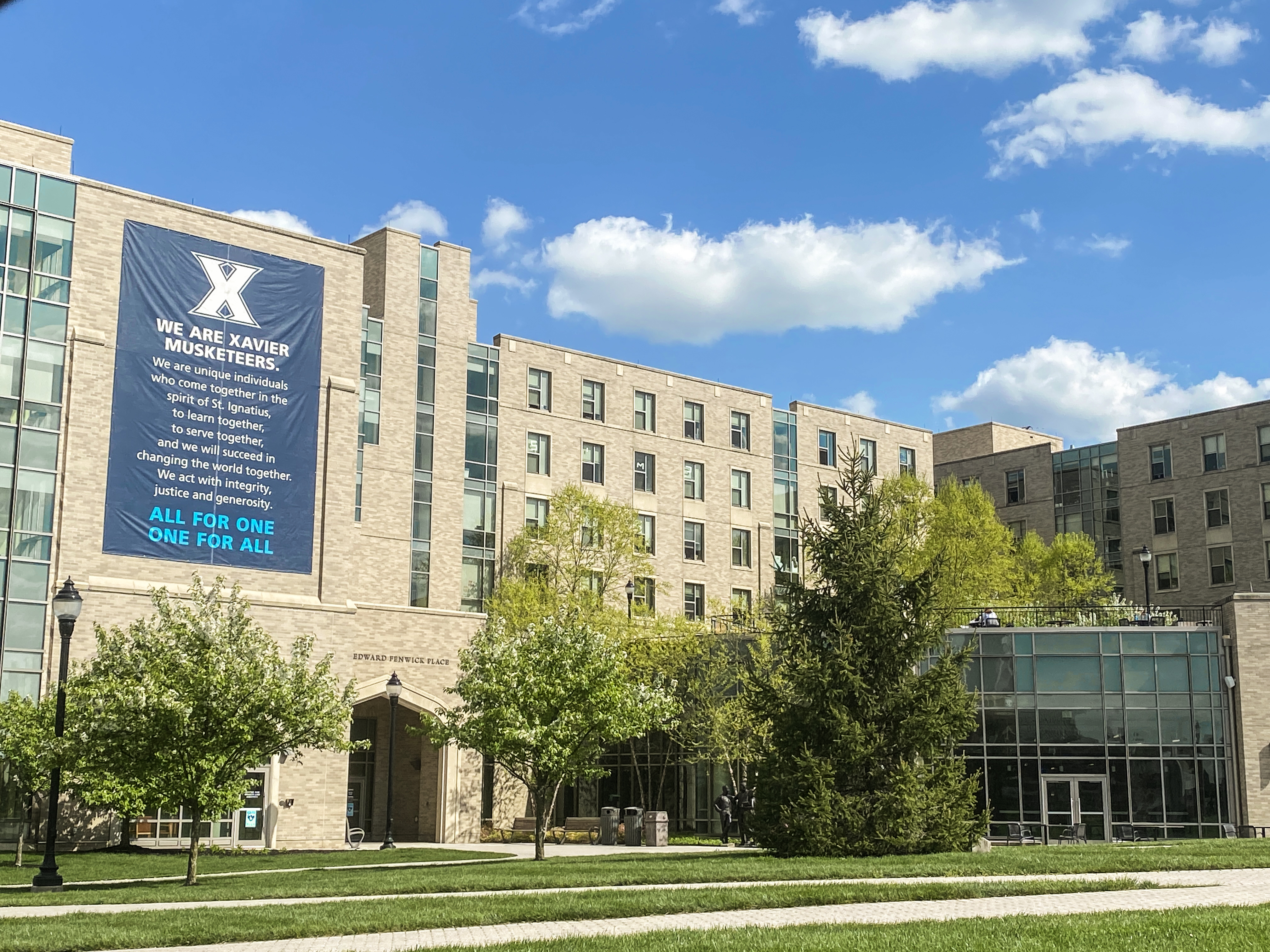
قاعة العدل وهي من قاعات السكن الرئيسية بالجامعة

يشتمل المركز السكني، شمال المركز الأكاديمي، على أربع قاعات إقامة من الطبقة الدنيا: قاعة بروكمان،  قاعة بوينجر (بالإنجليزية: Brockman Hall)‏ وقاعة كولمان (بالإنجليزية: Buenger Hall)‏ وقاعة هوسمان(بالإنجليزية: Kuhlman Hall)‏. يشار إلى المنطقة متعددة الأغراض للطلاب والأحداث بين القاعات الثلاث باسم «فناء كسفاريوس» (بالإنجليزية: The Xavier Yard)‏.
تم افتتاح مجمع سكني يسمى رواق العدالة (بالإنجليزية: Justice Hall)‏ المعروف سابقًا باسم ساحة فينويك (بالإنجليزية: Fenwick Place)‏ في خريف 2011 إلى الجنوب من المجمع السكني. فهي موطن لمركز تناول الطعام بالحرم الجامعي بالإضافة إلى توفير السكن لطلاب الطبقة العليا.

### الحرم الغربي
يقع الحرم الغربي على الجانب الغربي من فيكتوري باركواي. تشمل المرافق الرياضية ملعب جيه بايج هايدن وملعب كوركوران لكرة القدم وشميدت فيلدهاوس  ومركز هيدت شامبيون (مركز أوكونور الترفيهي سابقًا).
تشمل المباني الأكاديمية: قاعة القديسة باربرا والأرمَة (حيث يدرس برنامج جامعة كسفاريوس لتدريب ضباط الاحتياط)،  رواق جوزيف (فيه أقسام الدراسات التربوية والرياضية)  ورواق إلت (مقر قسم علم النفس).

### الحرم الشرقي
يقع مركز سينتاس، حيث يستضيف الفرسان مباريات كرة السلة، بجوار المجمع السكني. بالإضافة إلى الساحة التي تتسع لـ10250 مقعدًا، يضم مركز سينتاس أيضًا مركز شيف للمؤتمرات ومركز حفلات جيمس وكارولين داف. يقع مركز أ. ب. كوهين عبر ساحة انتظار السيارات من مركز سينتاس، وهو موطن لقسم الفنون ومعرض كسفاريوس للفنون.
تم افتتاح مبنى هيلث يونايتد في عام 2019. يقع بين محطة الجامعة وشقق كومونز، ويضم المرفق مركزًا ترفيهيًا ومركزًا للصحة والنقاهة كامل التجهيز ومرافق الفصول الدراسية والمختبرات لخمسة برامج أكاديمية: التمريض والعلاج المهني وإدارة الخدمات الصحية والدراسات الرياضية والتكنولوجيا الإشعاعية.

## الحياة الأكاديمية

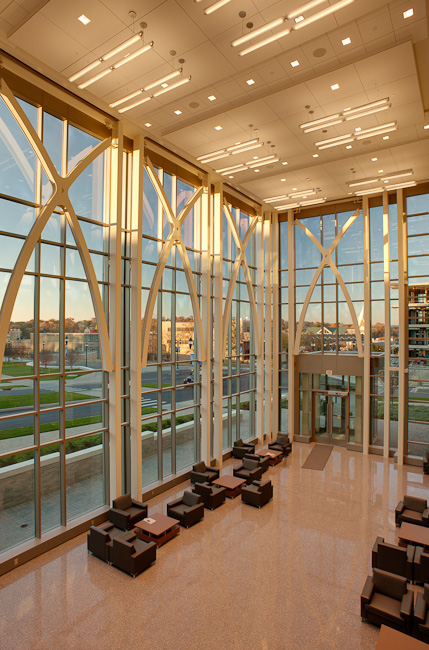
رواق سميث، التي تضم كلية ويليامز للأعمال

### التخصصات والدراسات
تضم جامعة كسفاريوس أكثر من 90 تخصصًا أساسيا وفرعيا في كلية الآداب والعلوم وكلية العلوم المهنية وكلية التمريض وكلية ويليامز للأعمال. يجب على جميع الطلاب إكمال المنهج الأساسي (انظر أدناه).

### المنهج الأساسي
يجب على الطلاب الجامعيين الذين يدرسون في جامعة كسفاريوس إكمال عدد كبير من المناهج الدراسية التي تُعرف أكثر باسم المنهج الأساسي. هناك دورات مطلوبة في: اللاهوت والفلسفة والرياضيات والفنون الجميلة والتاريخ والعلوم الفيزيائية والأدب واللغات الأجنبية والعلوم الاجتماعية.

### أفانين الجمعيات التشريفية
تضم جامعة كسفاريوس عدة أفانين تشريفية، منها:
- ألفا سيغما نو (بالإنجليزية: Alpha Sigma Nu (ΑΣΝ))‏، الجمعية التشريفية لمؤسسات التعليم العالي اليسوعية [51]
- بيتا ألفا بساي (بالإنجليزية: Beta Alpha Psi (ΒΑΨ))‏، منظمة تشريفية لطلاب ومتخصصي المعلومات المالية [52]
- بيتا غاما سيغما (بالإنجليزية: Beta Gamma Sigma (ΒΓΣ))‏، جمعية تشريفية دولية التي تخدم برامج الأعمال المعتمدة من قبل AACSB International [53]
- فاي بيتا كابا (بالإنجليزية: Phi Beta Kappa Society (ΦΒΚ))‏، جمعية تشريفية من النخبة موجودة ضمن 10٪ فقط من الجامعات [54]
- مجلس مورتر (بالإنجليزية: Mortar Board)‏، جمعية تشريفية وطنية لتكريم كبار السن في الجامعات [55]
- إيتا سيغما فاي (بالإنجليزية: Eta Sigma Phi (ΗΣΦ))‏، جمعية تشريفية تهدف إلى الحفاظ على الاهتمام والمنح الدراسية في الدراسات الكلاسيكية.

### التصنيفات
- تم تصنيف جامعة كسفاريوس في المرتبة الخامسة (بالتعادل) من بين 157 كلية وجامعة في الغرب الأوسط من قبل يو إس نيوز آند وورد ريبورت في إصدارها لعام 2021 من تقرير أفضل كليات أمريكا.[56]
- وضعتها مجلة فوربس في المرتبة 272 من بين أفضل الكليات الأمريكية لعام 2019.[57]

## الحياة الرياضية

شعار الفرسان

تتنافس جامعة كسفاريوس على مستوى القسم الأول من الرابطة الوطنية لرياضة الجامعات في مؤتمر بيغ إيست، وتميمتهم هي المسكيتي دارتانيان. ترعى جامعة كسفاريوس ثماني رياضات بين الكليات للرجال وثماني رياضات للسيدات. معدل التخرج في الجامعة 94 بالمائة  هو ثالث أعلى معدل تخرج للرياضيين في الدولة بعد جامعة ديوك وجامعة ستانفورد. تتنافس فرق جامعة كسفاريوس الرياضية مع العديد من الجامعات المحلية، بما في ذلك جامعة سينسيناتي وجامعة فيلانوفا.
كانت جامعة كسفاريوس عضوًا مؤسسًا في مؤتمر مدينة الغرب الأوسط عام 1979. تم تغيير اسمها إلى مؤتمر ائتلاف ميدوست للكليات (بالإنجليزية: Midwestern Collegiate)‏ في عام 1985، وهي تعرف الآن باسم اتحاد هورايزن (بالإنجليزية: Horizon League)‏. كانت جامعة كسفاريوس عضوًا في مؤتمر Atlantic 10 من 1995 إلى 2013 حيث نالت نجاحات بالعديد من مواسم كرة السلة. في 20 مارس 2013، أعلنت إدارة جامعة كسفاريوس أن المدرسة ستنضم إلى مؤتمر بيغ إيست (بالإنجليزية: Big East Conference)‏الذي تم إنشاؤه حديثًا بعد إعادة تنظيم مؤتمر بيغ إيست القديم، وانتقل إلى المؤتمر الجديد في 1 يوليو 2013.
تلعب فرق كرة السلة والكرة الطائرة في مركز سينتاس الذي يتسع لـ10250 مقعدًا في الحرم الجامعي والذي تم افتتاحه في عام 2000.

### كرة السلة للرجال
ربما يكون فريق كرة السلة للرجال في جامعة كسفاريوس هو أشهر الرياضات التي ترعاها الجامعة. حقق الفريق نجاحًا كبيرًا مؤخرًا، حيث وصل إلى مرتبة النخبة الثامنة في بطولة الرابطة الوطنية لرياضة الجامعات في 2004 و2008 و2017. منذ عام 1985، تخرج كل لاعب كرة سلة رجال لعب كمتقدم بشهادة جامعية. خلال حقبة سلسلة بطولة كرة القدم التي لم تعد موجودة الآن في الكلية، كانت جامعة كسفاريوس واحدة من مدرستين فقط خارج مؤتمرات BCS الرئيسية (مجموعة تعرف الآن باسم النخبة الخمسة "Power Five") تم إدراجهما ضمن أفضل 20 برنامجًا قيمة في كرة السلة الجامعية وفقًا لمجلة فوربس.

### كرة القدم الأمريكية
أرسلت جامعة كسفاريوس فريق كرة قدم من الرابطة الوطنية لرياضة الجامعات القسم الأول حتى موسم 1973.

### البيسبول
فاز فريق جامعة كسفاريوس للبيسبول ببطولة بيغ إيست لعام 2014 وشارك في بطولة ناشفيل الإقليمية. فاز فريق جامعة كسفاريوس للبيسبول لعام 2009 ببطولة أتلانتيك 10 وشارك في بطولة هيوستن الإقليمية.

### السباحة
حصل فريق السباحة للرجال بجامعة كسفاريوس على أول بطولة للمدرسة في بطولة مؤتمر بيغ إيست في عام 2014. قاد برنت ماكدونالد، المدرب الرئيسي للفريق، الذي حصل على جائزة أفضل مدرب من بيغ إيست لعام 2014 و2015 و2020. حصل فريق السباحة للرجال بجامعة كسفاريوس بشكل عام على لقب بيغ إيست في أعوام 2014 و2015 و2016 و2019 و2020 و2021، مما جعله الثاني في الجفت والثلاث في البطولات والسادس في سنوات لعبهم الثمانية منذ انضمامهم إلى المؤتمر في 2013.

### رياضات النوادي
تم تصميم البرنامج الرياضي للنادي لخدمة مصالح طلاب جامعة كسفاريوس وأعضاء هيئة التدريس والموظفين في الأنشطة الرياضية والترفيهية المختلفة. قد تكون هذه الاهتمامات تنافسية وترفيهية وتعليمية أو تعليمية فقط أو ترفيهية فقط أو تنافسية فقط.
حصل فريق جامعة كسفاريوس للكرة الظائرة رجال على المركز الثاني في البطولة الوطنية في أبريل 2019. لم يصل أي فريق آخر في تاريخ الرياضات بجامعة كسفاريوس إلى هذا الحد في البطولة الوطنية.

### التمائم
تعد جامعة كسفاريوس واحدة من عدد قليل من الجامعات التي لديها تميمتين. المسكيتي دارتانيان، هو التميمة الرسمية للجامعة وهو أصل لقب المدرسة، فرسان جامعة كسفاريوس (مساكتة كسفاريوس) (بالإنجليزية: The Xavier Musketeers)‏. تم اقتراح مفهوم الفارس في عام 1925 من قبل القس الراحل فرانسيس ج. فين.
ظهرت تميمة البقعة الزرقاء في عام 1985 عندما أدرك منسقو الفرقة التحميسية أن هناك حاجة إلى تميمة أكثر قربا من الجمهور. كانت تميمة الفارس، الذي كان يرتدي شاربًا على شكل مقود وسيف مزيف، يخيف المشاهدين الصغار. البقعة الزرقاء هو مخلوق فروي ظهر في العديد من البرامج التلفزيونية والمجلات على مر السنين، بما في ذلك مظهر مجلة بلايبوي الخلاعية. تضم تميمة «البقعة الزرقاء» دمى بوبل بودي،  وهي نسخ متماثلة من القطيفة،  وقمصان مصنوعة على شكله، وليلة تقدير البقعة الزرقاء تقام سنويا خلال موسم الفارس لكرة السلة. ظهر مؤخرًا على إعلانين من برنامج إي إس بي إن "This is SportsCenter" مع عضو قاعة مشاهير محترفي كرة القدم جيم كيلي ومذيعي سبورتس سنتر سكوت فان بيلت وجون أندرسون.

### الإعلام
يمكن سماع ملخص معظم مباريات جامعة كسفاريوس على إذاعة WLW أو إذاعة WKRC-AM. يقوم جو سندرمان بالتعليق بينما يقوم بيرون لاركن بعمل تعليق شامل. تمتلك قناة Fox Sports Net بأوهايو حقوق البث التليفزيوني المحلي لألعاب كرة السلة للفرسان. يعلق براد جوهانسن على كل مباراة على حدة وستيف وولف هو المحلل. عبر المحطات الجوية، كانت WCPO-TV و WSTR-TV تمتلكان حقوق بث مباريات جامعة كسفاريوس في الماضي.

## مركز دوروثي داي للإيمان والعدالة
يعد هذا المركز جزءًا كبيرا من مهمة جامعة كسفاريوس لتكوين الرجال والنساء للآخرين.

### برامج الطلاب
في بداية العام الجديد، يمنح المركز الطلاب فرصًا لتشكيل مجتمع فيما بينهم، وبدل جهد في ضم الكل من مختلف الديانات والثقافات. ثم يتم تشجيعهم على الانضمام إلى الطلاب الآخرين للاختيار من بين مجموعة متنوعة من فرص الخدمة.
يمكن للطلاب متابعة خدمة المجتمع من خلال البرامج التالية: العمل في حديقة نيكسوس المجتمعية، والخدمة الأسبوعية مع المنظمات في منطقة سينسيناتي من خلال برنامج إكس-تشانج (بالإنجليزية: X-CHANGE)‏، ويوم العمل المجتمعي عندما يتم تشجيع مجتمع XU بأكمله والخريجين على تقديم يوم خدمة إلى المجتمع، وفرصة الخدمة الشهرية في سانت فرانسيس ساروف حساء مطبخ،  وباقات بديلة لتوفير فرص للعمل في الولايات المتحدة والخارج خلال فصلي الخريف والربيع. يتم تقديم إجمالي 25 رحلة غمر. تشير التقديرات إلى أن الطلاب يؤدون أكثر من 60.000 ساعة خدمة في السنة.
تشتمل معظم البرامج على مكونات التفكير، كما يتم تنظيم البرامج التالية التي يوفرها المركز لإثارة التفكير: تعليم الأسرة الإغناطية من أجل العدالة، وقصص التضامن، وإحياء ذكرى شهداء السلفادور اليسوعيين، والتأمل في العمل.
تشمل خبرات الخدمة المكثفة ما يلي:
- يسمح التدريب الصيفي للخدمة لـ 20 طالبًا بالعيش في الحرم الجامعي بينما يتم الدفع لهم مقابل العمل في منطقة غير ربحية.[79]
- يوظف برنامج تدريب الخريجين الخريجين للعمل جنبًا إلى جنب مع موظفي CFJ.[80]
- قائمة جامعة كسفاريوس لإعادة التوظيف هي قائمة للتدريبات غير الهادفة للربح على الصعيد الوطني. يتم استكمال ذلك من خلال موقع "Idealist.org" الذي يتضمن أيضًا القوائم الدولية. يشمل رعاة التدريب الداخلي مؤسسة سكريبس هوارد، والأبرشية الكاثوليكية، والحملة الكاثوليكية للتنمية البشرية، والمشاركة المجتمعية.[81]
- برنامج GetAway لطلاب السنة الأولى، مع فرص للتنظيم وعمل خلوات روحية.[82]
- تقدم كلية الدراسات العليا ومعرض عام الخدمة للطلاب أكثر من 50 خيارًا لمدة عام من الخدمة بعد التخرج، في الداخل والخارج. بعض من أكثر شعبية هي هيئة السلام وهيئة المتطوعين اليسوعية والحلفاء العامون وهيئة إميريكورب. توجد قوائم طويلة من الاحتمالات على مواقع الويب التي تستضيفها جامعة ستانفورد وجامعة نوتر دام و"Service Leader" و"Volunteer.gov".[83]

### الكلية والطاقم
توفر الجامعة فرص الاختلاط بالطلاب في مشروع حديقة نيكسوس المجتمعية (بالإنجليزية: NEXUS Community Garden)‏، والانضمام إلى تجارب الانغماس في الاستراحات البديلة، والمشاركة في يوم العمل المجتمعي، والعمل على تعلم الخدمة في محتوى الدورات.

### الخريجون
يساهم الخريجون في الجهود الخدمية للجامعة من خلال جمعية ماجيس (بالإنجليزية: Magis)‏. يشارك الطلاب على موقع CFJ blogspot ما يفعلونه ويلتقون في بعض الأحيان كمجموعة. يساعدهم مكتب CFJ على التواصل مع الآخرين بشأن القضايا الاجتماعية في مهنتهم.

## أبرز الخريجين

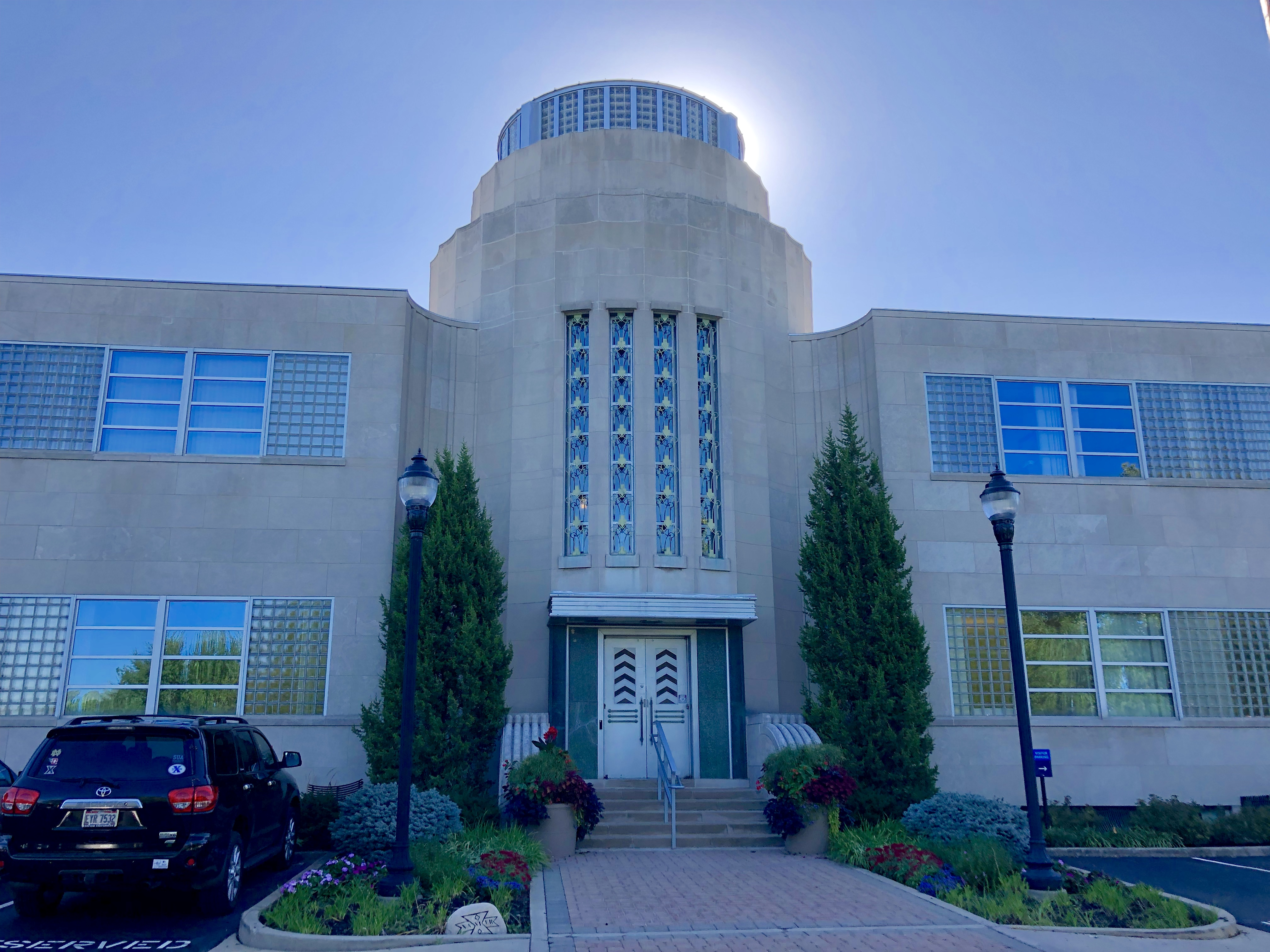
مركز الخريجين

خرج من رحم الجامعة ثلة من الرياضيين والسياسيين والفنانين الذي وضعوا بصمتهم في مجالات العلوم والرياضة والسياسة وغيرها. من بينهم:
- داني أبراموفيتش، لاعب في اتحاد كرة القدم الأميركي
- جورج بيلمان، أستاذ علم وظائف الأعضاء في جامعة ولاية أوهايو
- كين بلاكويل، وزير خارجية ولاية أوهايو، مرشح جمهوري لمنصب حاكم ولاية أوهايو لعام 2006
- جون بوينر، الناطق باسم مجلس النواب الأمريكي لمجلس الكونغرس 112 والكونغرس 113، زعيم الأقلية في مجلس النواب الأمريكي وزعيم الأغلبية
- فيل إتش باكليو، ضابط بحري ولاعب كرة قدم محترف. يُنسب إليه على نطاق واسع باعتباره «أبو الحرب البحرية الخاصة»
- جيم بانينغ، سيناتور أمريكي سابق من ولاية كنتاكي، وعضو في قاعة مشاهير البيسبول. ألقى لعبة البيسبول السابعة المثالية كعضو في فريق فيلادلفيا فيليز في عام 1964
- ديريك براون، مهاجم لفريق نيويورك نيكس
- جون أ. كيد، سناتور ولاية ماريلاند
- ليونيل تشالمرز، لاعب كرة سلة محترف
- دونالد دي كلانسي، عضو الكونجرس
- بيل كننغهام، مقدم البرامج الحوارية الإذاعية لإذاعة 700 WLW في سينسيناتي
- داين داستيلونغ، لاعب كرة قدم أمريكي
- دينيس إي إيكارت، عضو الكونجرس
- راسل فيندلاي، أول كبير مسؤولي التسويق، دوري كرة القدم
- توماس جيه فوغارتي، جراح ومخترع قسطرة استئصال الصمة بالبالون
- إدوارد ج. جاردنر، عضو الكونجرس
- الجنرال مايكل إكس غاريت، القائد العام لقيادة قوات جيش الولايات المتحدة
- تشارلز غيشكي، الرئيس والمؤسس المشارك لشركة أدوبي
- بريان جرانت، مهاجم الدوري الاميركي للمحترفين المتقاعد لوس انجليس ليكرز
- نيك هاغلوند، لاعب الدوري الأمريكي لكرة القدم
- ريتشارد هيغ، شاعر
- فيكتور دبليو هول، أميرال بحرية الولايات المتحدة
- مايكل هوكينز، لاعب الدوري الاميركي للمحترفين
- بوب هيلينجر (دفعة 1973)، عضو مجلس النواب في كنتاكي ومحامي [87]
- هوارد في هندريكس، مؤلف خيال علمي
- باتريشيا ل. هيربولد، سفيرة الولايات المتحدة في سنغافورة
- بول جون هيلبرت، عضو مجلس النواب بتكساس [88]
- تيرون هيل، مهاجم كل النجوم المتقاعد في الدوري الأميركي للمحترفين؛ لعب 14 موسما مع 5 فرق
- جاك هوفمان، لاعب اتحاد كرة القدم الأميركي
- جريج جيه هولبروك، ممثل الولايات المتحدة
- روبرت هوبنر، عالم الفيروسات [89]
- تيريك جونز (مواليد 1997)، لاعب كرة سلة لفريق هابويل تل أبيب في الدوري الإسرائيلي الممتاز لكرة السلة
- ألفرد جيمس ليتشنر جونيور، القاضي الفيدرالي للولايات المتحدة
- جون سي ليشليتر، الرئيس والمدير التنفيذي ورئيس مجلس إدارة شركة إيلي ليلي وشركاءه
- جون لوجسدون، مدير معهد سياسة الفضاء بجامعة جورج واشنطن
- كين لوكاس، الممثل الأمريكي السابق من ولاية كنتاكي
- توم لوكين، سياسي من ولاية أوهايو
- مارك ليونز، لاعب كرة سلة، هداف الدوري الإسرائيلي الممتاز لكرة السلة في كل من 2015 و 2017
- نورا ماكنيرني، كاتبة
- راين ماكلين، عمدة دايتون
- آرت ميرجنثال، لاعب كرة قدم أمريكي
- جاك مايلز، الحائز على جائزة بوليتسر
- وقع رايان نيميث، المصارع المحترف على دبليو دبليو إي
- جون نيرون، صحفي أمريكي، وأستاذ فخري بجامعة إلينوي، أوربانا شامبين
- دونالد سي نوجنت، القاضي الفيدرالي للولايات المتحدة
- ديفيد نورديك، معلم
- دانيال إدوارد بيلارتشيك، رئيس الأساقفة
- جيمس بوسي، مهاجم نيو أورلينز بيليكانز، بطل الدوري الاميركي للمحترفين مرتين مع ميامي هيت وبوسطن سيلتيكس.
- دينيس إل رايلي (مواليد 1945)، سياسي خدم في الجمعية العامة لنيوجيرسي، مثل المنطقة التشريعية الرابعة من 1980 إلى 1990.[90]
- ريتشارد رومانوس، ممثل اشتهر بدوره المتكرر في مسلسل آل سوبرانو
- روبرت رومانوس، ممثل اشتهر بدوره في فيلم فاست تايمز آت ريدجمونت
- كريس سيلباخ (سياسي)، عضو مجلس مدينة سينسيناتي الحالي
- دوم سيجيلو، لاعب كرة قدم أمريكي
- جوليان سميث (دبلوماسية)، مرشح لسفيرة الولايات المتحدة لدى الناتو
- مات ستينبروك، لاعب كرة سلة في الدوري الألماني
- ديريك سترونج، لاعب الدوري الاميركي للمحترفين
- فرانسيس واد، فيلسوف
- ديفيد ويست، لاعب فريق غولدن ستايت ووريورز. 2003 اتحاد كتاب كرة السلة بالولايات المتحدة أفضل لاعب في العام وإن بي إيه All-Star مرتين
- كارول ويليامز، لاعب كرة القدم الأمريكية
- جاري ويلز، مؤلف حائز على جائزة بوليتسر
- جايسون كوكراك، لاعب غولف محترف
- رومان ساتو، لاعب كرة سلة من إفريقيا الوسطى

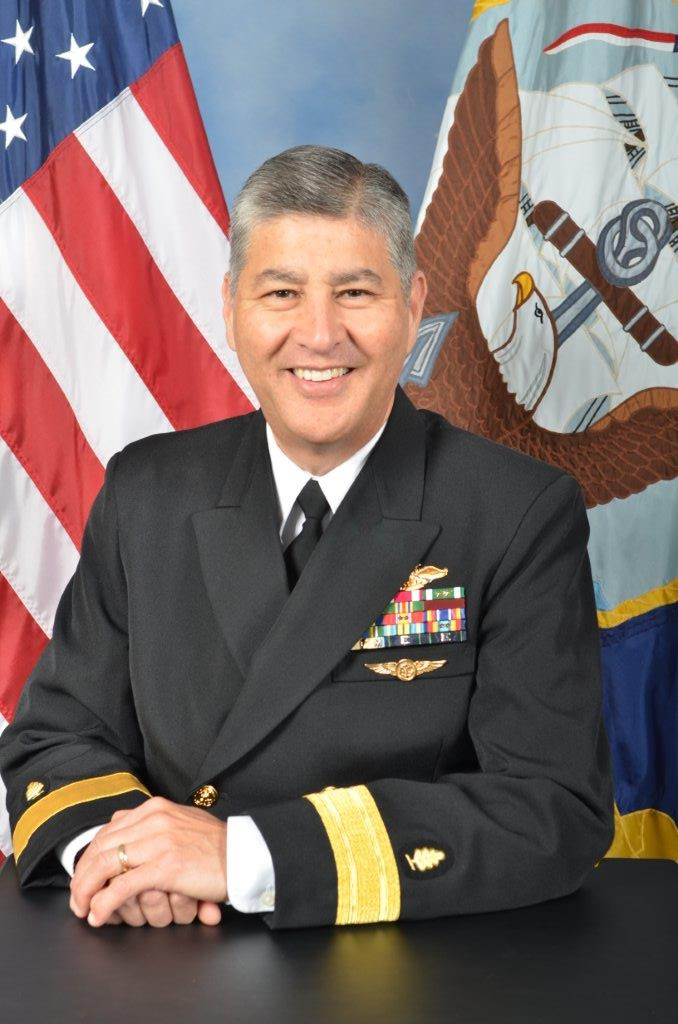
فيكتور دبليو هول، أميرال بحرية الولايات المتحدة
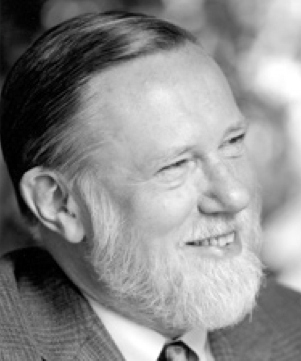
تشارلز غيشكي، الرئيس والمؤسس المشارك لشركة أدوبي
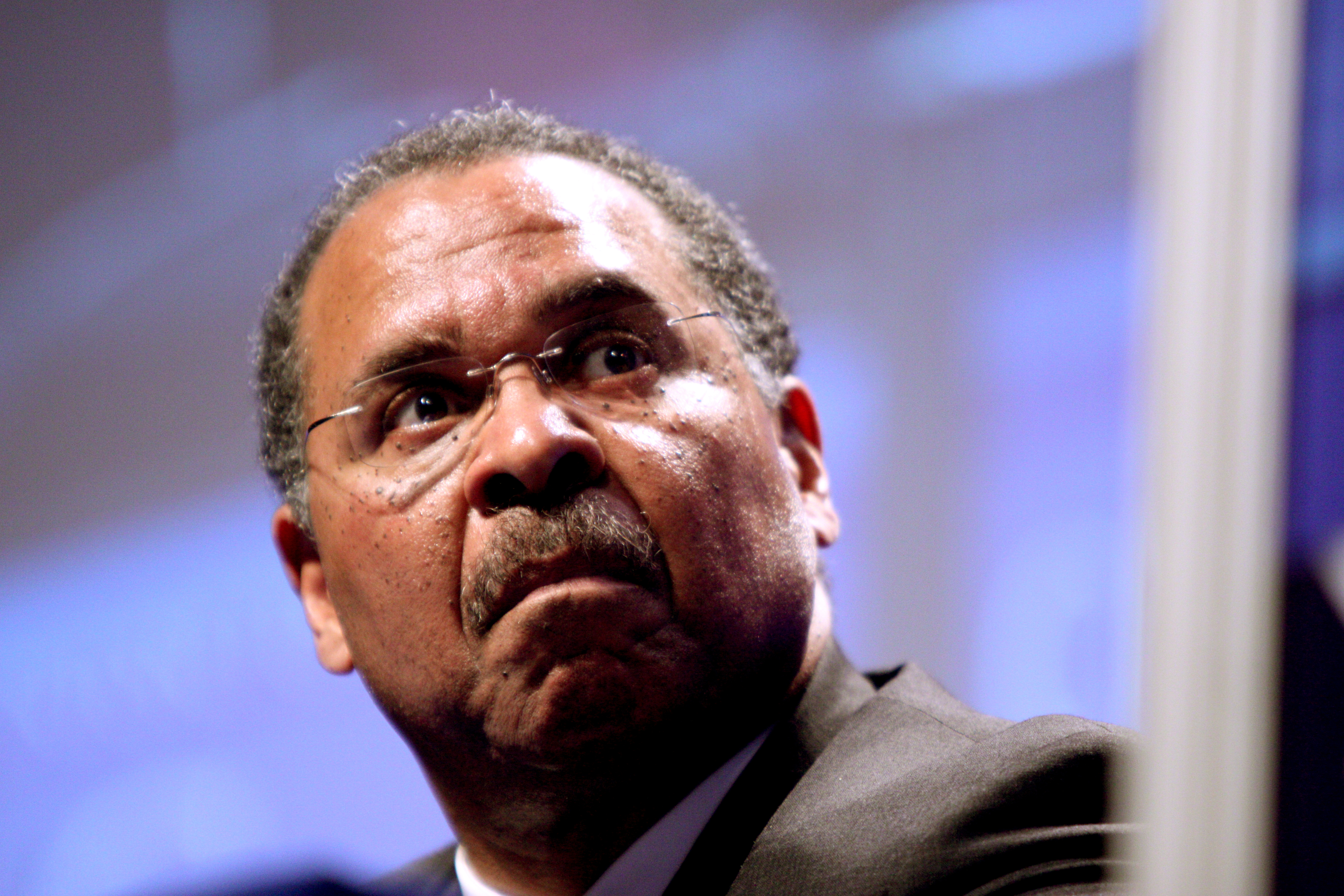
كين بلاكويل، وزير خارجية ولاية أوهايو، مرشح جمهوري لمنصب حاكم ولاية أوهايو لعام 2006

## أبرز المدرسين
- آرثر جيه ديوي، عالم في العهد الجديد
- جون جيليجان، عضو الكونجرس وحاكم ولاية أوهايو
- بول ف. كنيتر، عالم لاهوت
- ريتشارد بولت، تلميذ مارتن هايدغر ومدافع على استعمال الآلة الكاتبة اليدوية
- هنري هيمليش، «مخترع» مناورة هيمليش، أستاذ متقدم في العلوم السريرية 1977-89
- بوريس بودولسكي، عالم فيزيائي و«مبتكر» مفارقة EPR
- نورمان فنكلستين، شاعر وناقد أدبي

شعار جامعة كسفاريوس
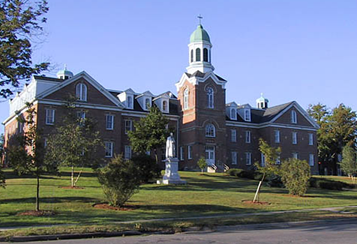
قاعة كسفاريوس
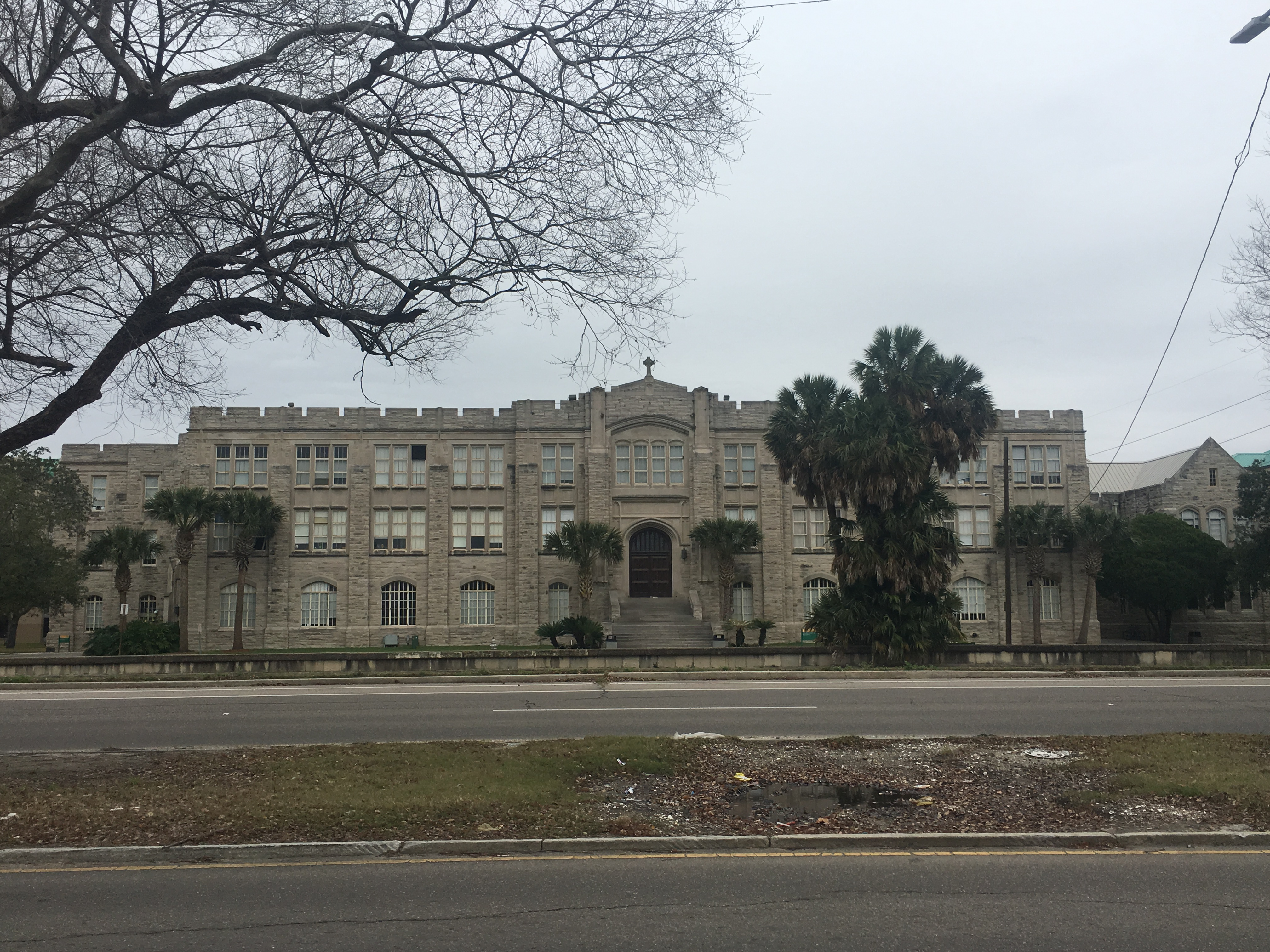
مبنى الإدارة
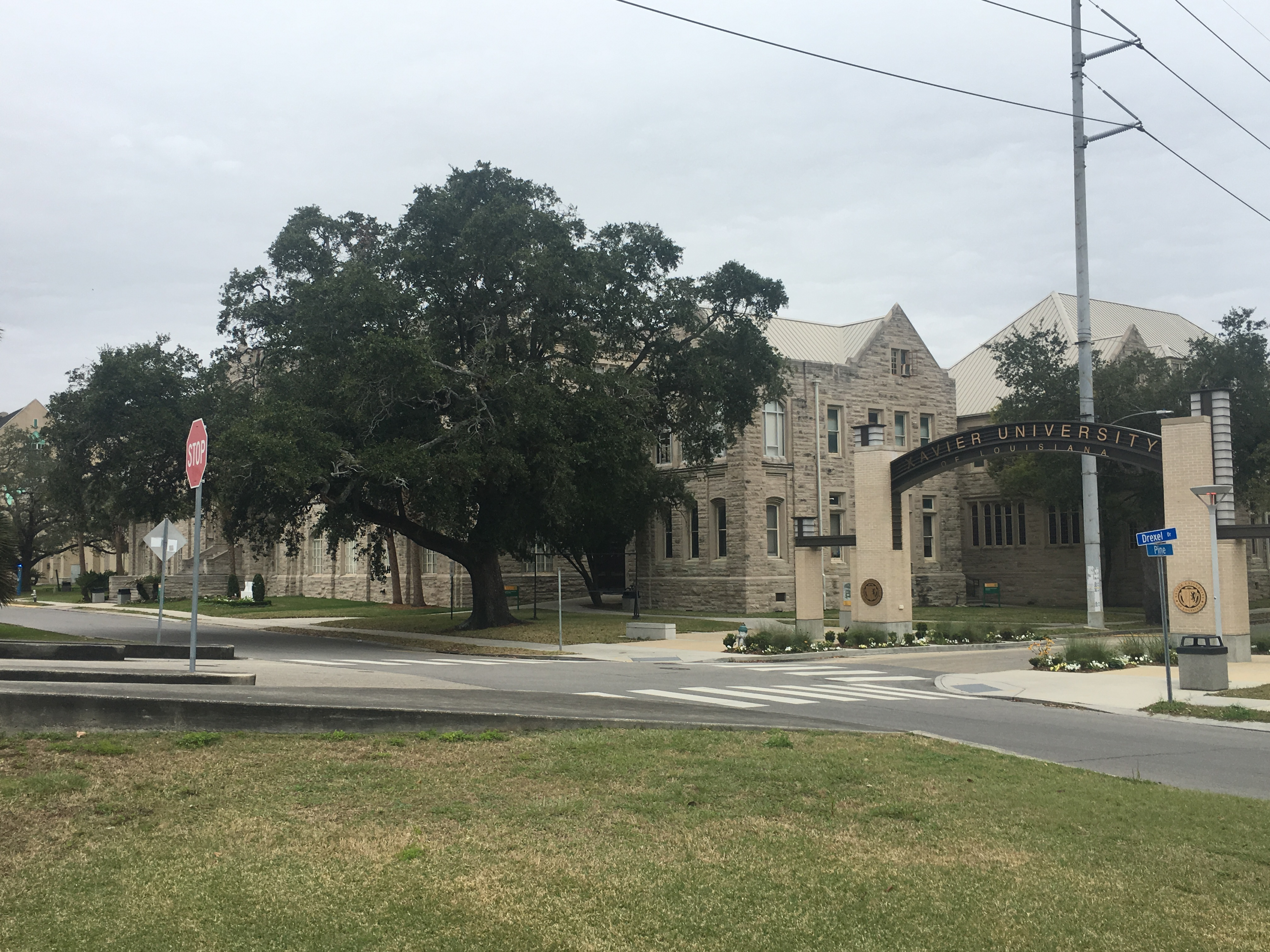
مينى الإدارة
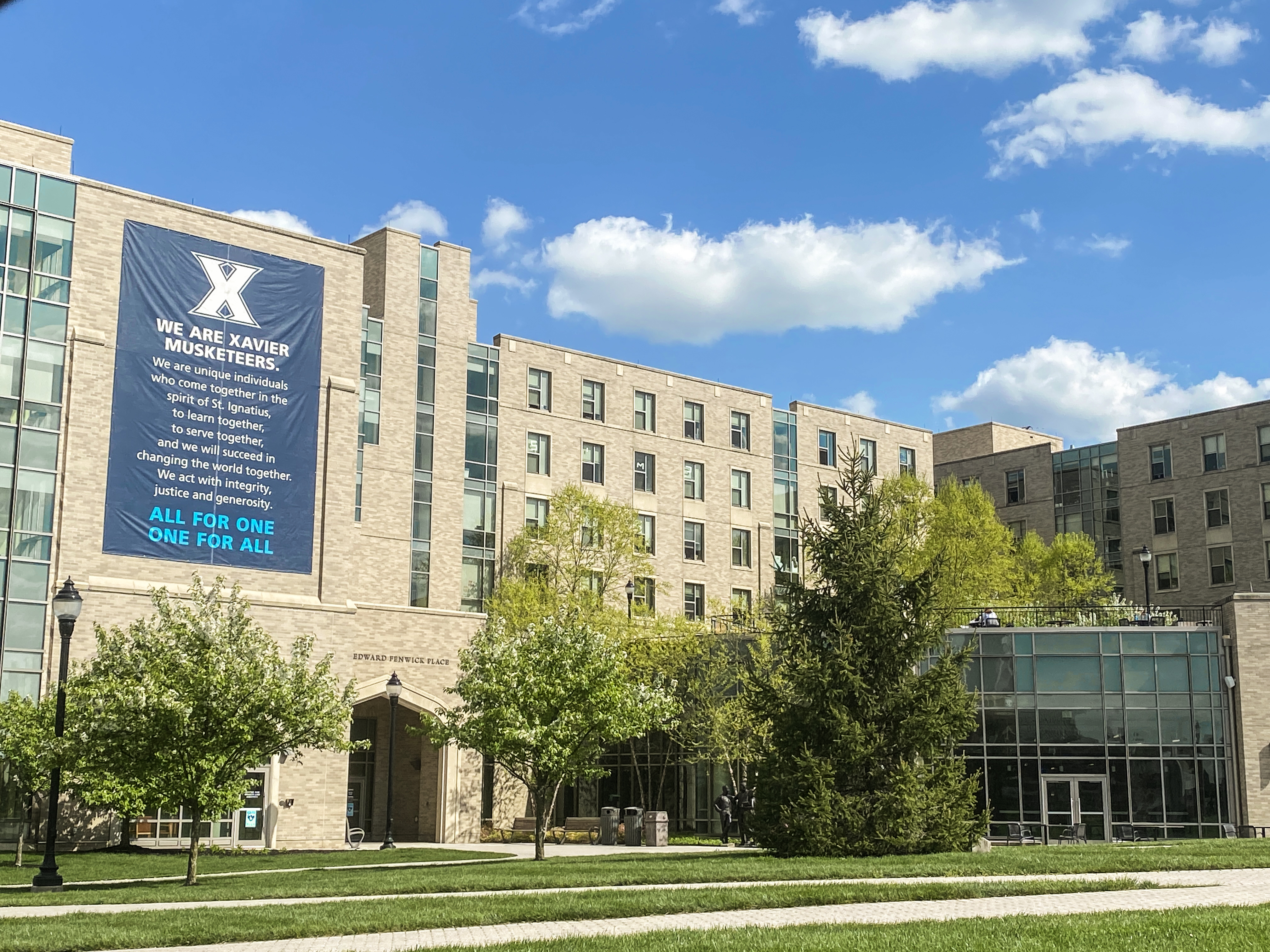
رواق العدالة، جامعة كسفاريوس
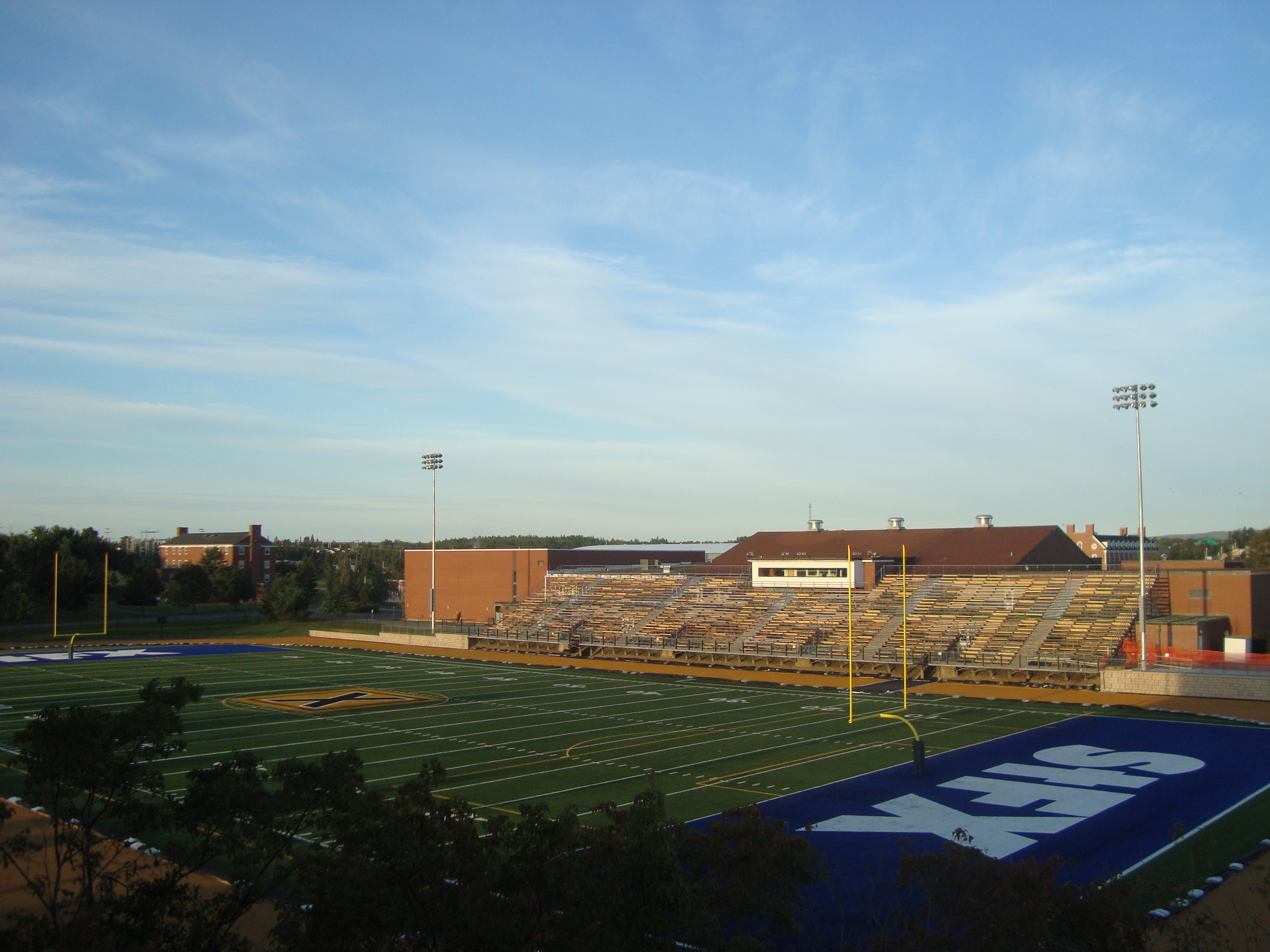
ملعب أولاند، جامعة كسفاريوس
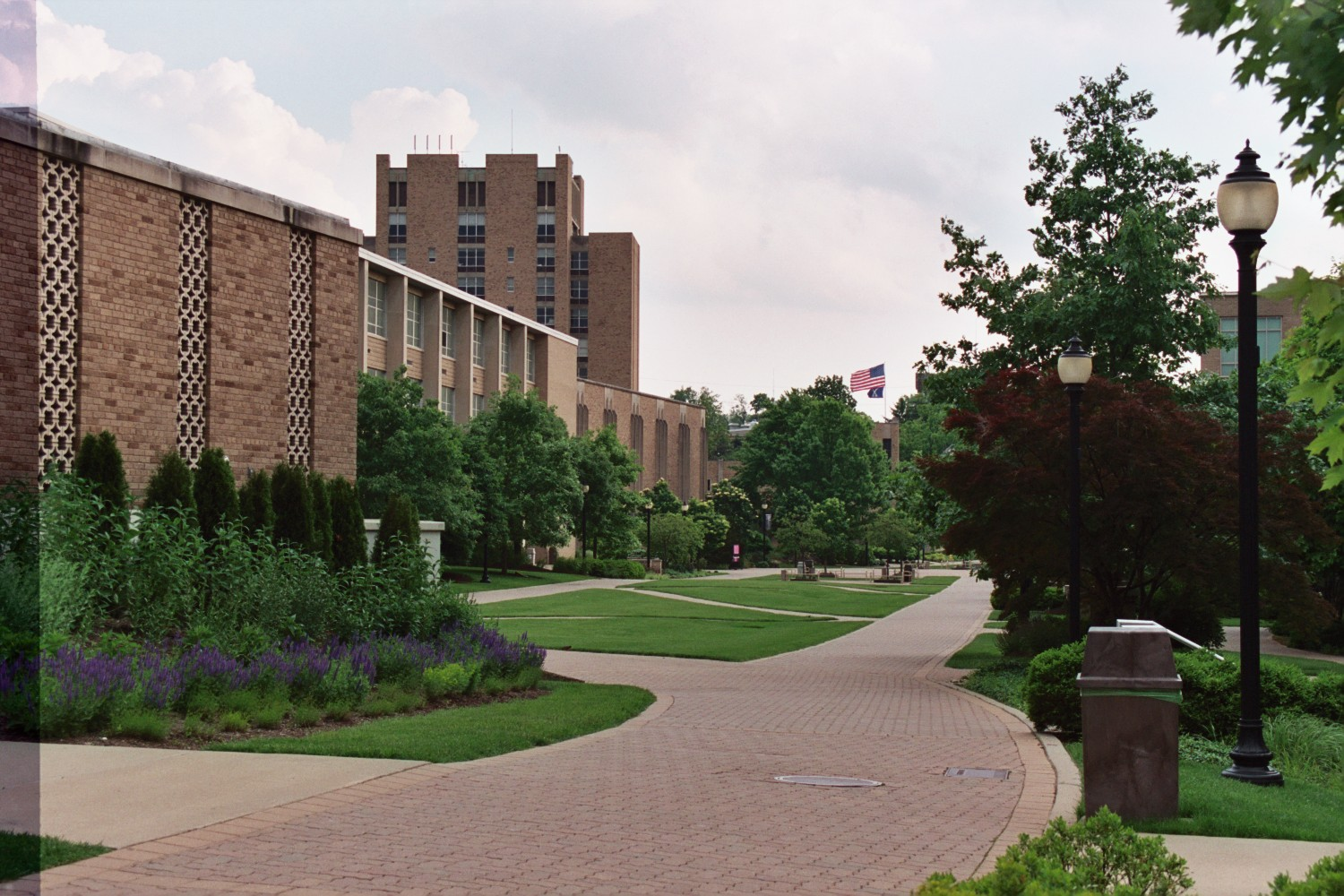
حرم جامعة كسفاريوس
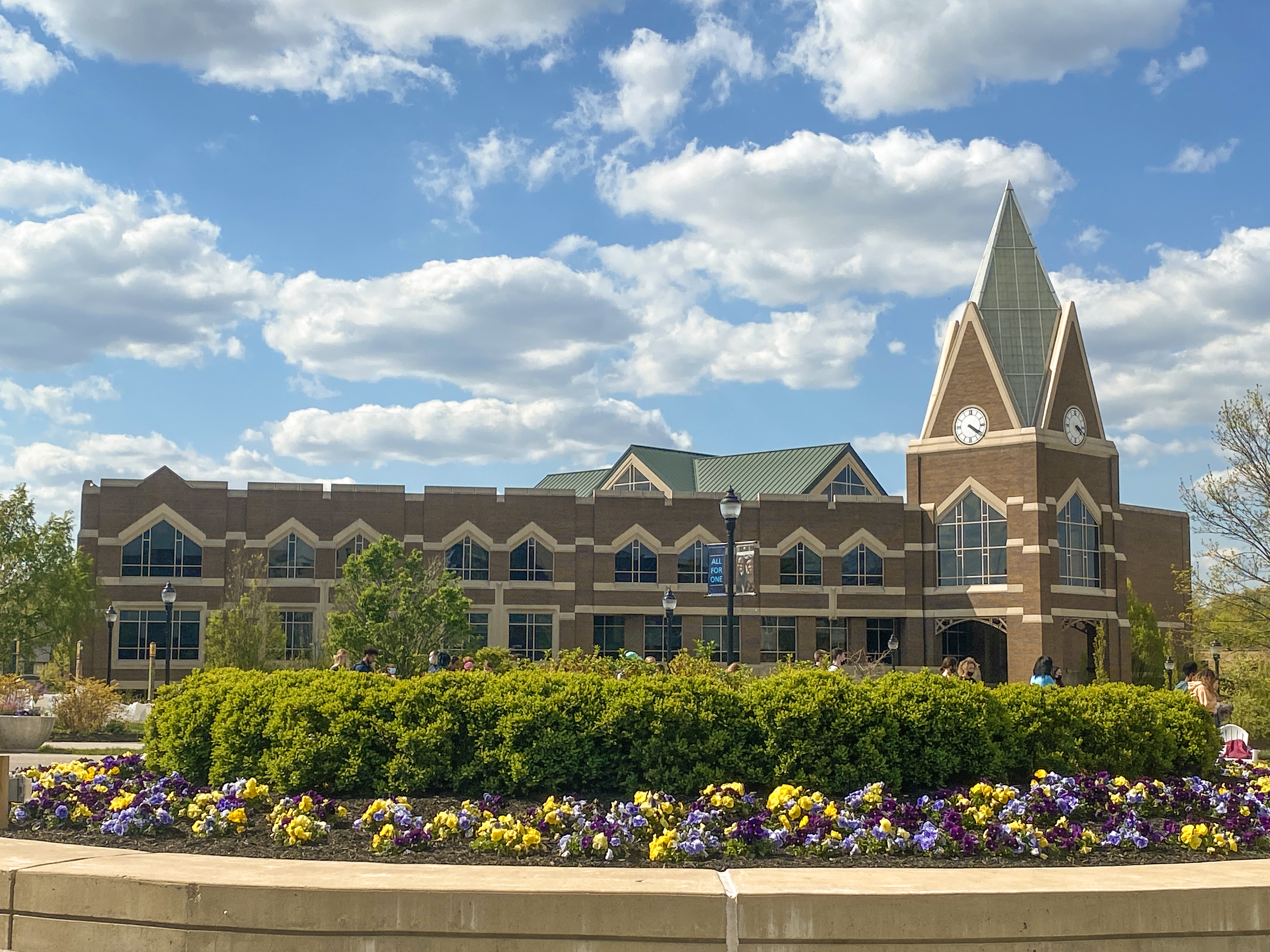
سكن الطلبة، جامعة كسفاريوس
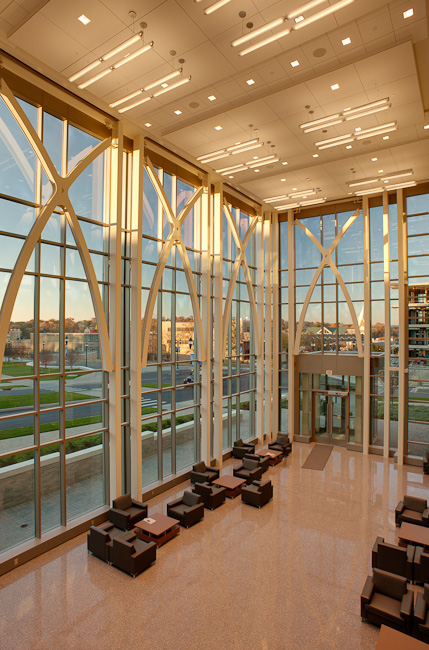
قاعة سميث
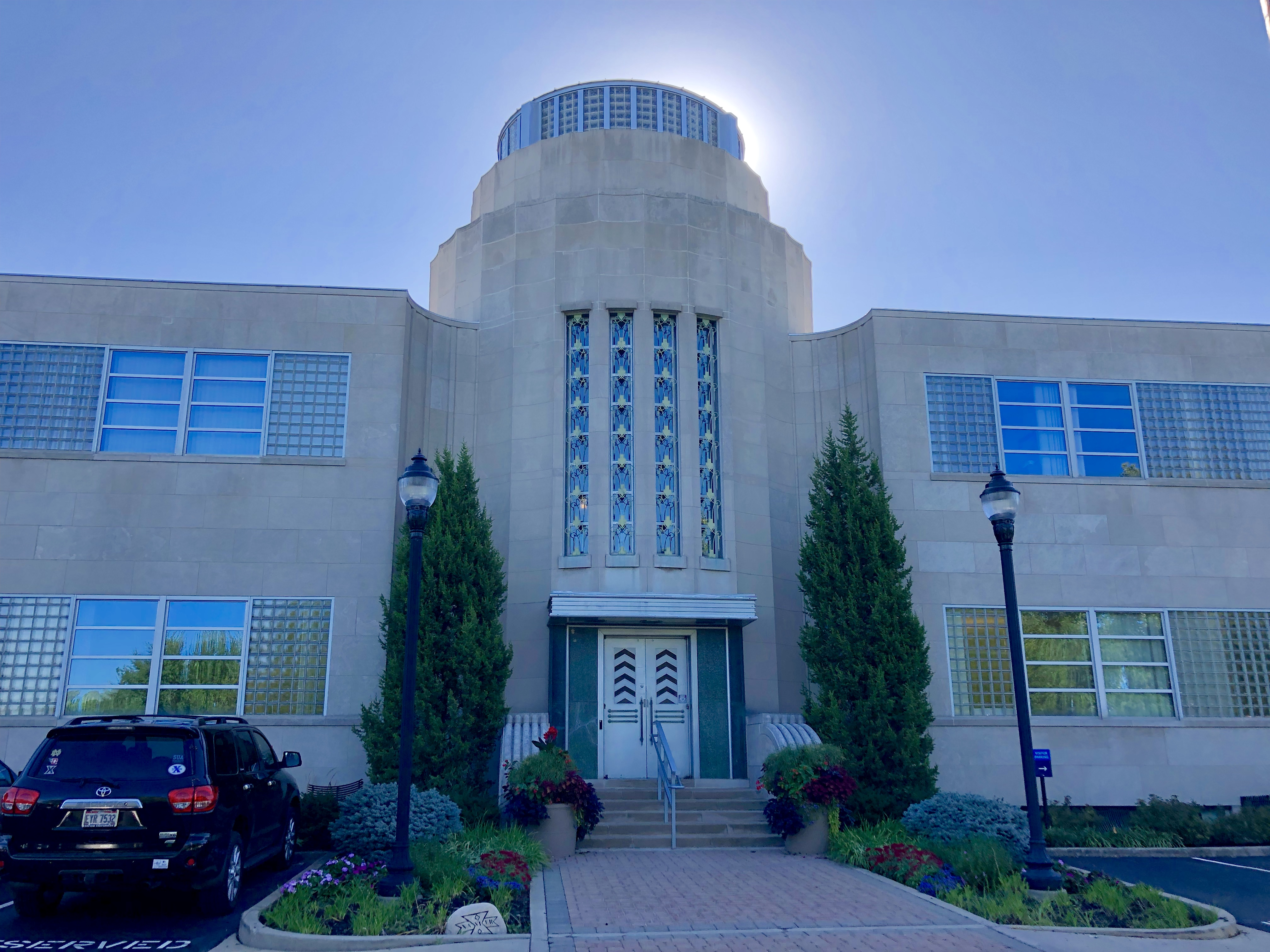
مبنى الخريجين